# Laurium
Laurium sau Laurion (greacă Λαυριον) este un oraș în Attica, faimos în antichitate pentru minele sale de argint, care reprezentau una dintre principalele resurse ale statului atenian, argintul fiind folosit pentru monede. În timpurile moderne, orașul este cunoscut și cu numele de  Lavrion. Este un port maritim cu o importanță mult mai mică față de Piraeus, aflat în vecinătate. În ziua de astăzi este o suburbie a Atenei.
Latitudine: 37°42’N; Longitudine: 024°04’E. Fusul orar este GMT + 2 ore.
Vezi și: Listă de orașe din Grecia